# Погостовская волость (Переславский уезд)
Погостовская волость — административно-территориальная единица Переславского уезда Владимирской губернии. Волостной центр — деревня Погост:43. Ныне территория Переславского района Ярославской области России.

## География
Волость была расположена в северо-восточном углу уезда на границе с Ростовским, по течению р. Малой Нерли с притоками: Дубцом, Сутяга (в нижнем течении — Каменка), Ремжей. Первые два притока связаны с довольно значительным озером Вашутиным (ныне Вашутинское). Рельеф поверхности волости холмистый со спуском на юг в заболоченную долину р. Малой Нерли. Почвы главным образом подзолистые супеси и суглинки, иловатые и влажные. Общая площадь волости — около 250 кв. вёрст [285 кв. км]:42-43.

## Состав волости
К 1922 году — 26 селений, из них 6 сёл:43.
По состоянию на 1905 год входили 25 населённых пунктов
- Акинфиево
- Афонасово
- Афонино
- Вашки (ныне Вашка)
- Вашутино
- Горки
- Григорово
- Ермолино
- Кулаково
- Одерихино
- Осурово
- Плечево
- Погост — волостной центр
- Подберезье
- Рагозино (ныне Рогозинино)
- Романово
- Рушиново
- Слободка
- Тараскино
- Троицкое
- Филимоново
- Филипповское
- Хватково
- Шапошницы
- Щербинино

## Население
К 1920 году населения 6 110 человек, в том числе 2 665 мужчин и 3 445 женщин, плотность около 24 человек на одну квадратную версту [21 на кв. км]:43.

## Религия
Шесть приходов, объединённых вокруг сёл: Вашки, Рогозинина, Романова, Троицкого (Великий Двор), Филиповского и Филимонова:43.

## Инфраструктура
По скудости почвы, малопригодной для культуры зерновых хлебов, разводился главным образом картофель и частью лён. Из промыслов распространены: лесные (плотники,
столяры, бондари, тележники, корзинщики), гончарный (д. Вашутино и Подберезье), тёрочно-паточный, маслобойный, овчинный, ткацкий и рыболовный (на оз. Вашутине):43.

## Транспорт
Волость пересекала Московско-Ярославское шоссе:43.